# Golden Gate Beach
Golden Gate Beach ist ein Sandstrand mit einigen Felsen im Süden des australischen Bundesstaats Western Australia. Er liegt bei dem Ort West Cape Howe im West-Cape-Howe-Nationalpark.
Der Strand ist 200 Meter lang und bis zu 30 Meter breit. Er öffnet sich in Richtung Süden. Die Vierradstraße Golden Road führt zum Ostende des Strandes.
Golden Gate Beach wird nicht von Rettungsschwimmern bewacht. Er wird von SLSA (Surf Life Saving Australia) als extrem gefährlich eingestuft.